# Air Tawar
Air Tawar is een bestuurslaag in het regentschap Indragiri Hilir van de provincie Riau, Indonesië. Air Tawar telt 8991 inwoners (volkstelling 2010).